# مطلوب عروسة (مسلسل)
مطلوب عروسة هو مسلسل مصري كوميدي إنتاج 1990، بطولة أحمد بدير ويونس شلبي ونهى العمروسي ودينا عبد الله.

## القصة
تدور أحداثه حول صديقين أحدهما عالم والآخر شخص مستهتر يسعى كل منهما للزواج من عروسة ذات مواصفات خاصة ويواجهان كل حلقة مواقف مضحكة ومشاكل مع العروسة والخاطبة التي تبحث لهما عنها.

## وصلات خارجية
- مطلوب عروسة على موقع قاعدة بيانات الأفلام العربية
- صفحة المسلسل من السينما.كوم